# Алымов, Михаил Иванович
Михаи́л Ива́нович Алы́мов (род. 1957) — российский учёный-материаловед, директор Института структурной макрокинетики и проблем материаловедения имени А. Г. Мержанова РАН (с 2012 года), член-корреспондент РАН (2008).

## Биография
Родился 8 ноября 1957 года.
В 1981 году — с отличием окончил МИФИ, затем аспирантуру там же.
В 1987 году — защитил кандидатскую диссертацию.
С 1987 году — работает в ИМЕТ РАН, в настоящее время — заведующий лабораторией физикохимии поверхности и ультрадисперсных порошковых материалов.
В 1996 году — защитил докторскую диссертацию, тема: «Влияние размерных факторов на свойства и кинетику спекания ультрадисперсных порошков».
В 2005 году — присвоено учёное звание профессора.
В 2008 году — избран членом-корреспондентом РАН.
С 2012 года — директор Институт структурной макрокинетики и проблем материаловедения имени А. Г. Мержанова РАН.
В 2016 году — баллотировался в академики РАН по Отделению химии и наук о материалах, но не был избран.
В 2019 году — баллотировался в академики РАН по Отделению химии и наук о материалах, но не был избран.

## Научная деятельность
Член Учёного совета ИМЕТ РАН, учёный секретарь Научного Совета РАН по наноматериалам, член специализированного совета ВАК РФ, член двух диссертационных советов при ИМЕТ РАН, член редколлегии журналов «Российские нанотехнологии», «Неорганические материалы», «Известия вузов. Порошковая металлургия и функциональные покрытия», «Композиты и наноструктуры».

## Подготовка научных кадров
Читает лекции студентам старших курсов МИФИ и МГУ.
Под его руководством защищено три кандидатские диссертации.

## Основные научные труды
- Получение и физико-механические свойства объёмных нанокристаллических материалов / Н. П. Лякишев, М. И. Алымов. — М.: ЭЛИЗ. 2007. 148 с. ISBN 978-5-901179-07-9
- Порошковая металлургия нанокристаллических материалов / М. И. Алымов. — М.: Наука, 2007. — 169 с. ISBN 978-5-02-034110-4
- Основы технологий и применение наноматериалов / А. Г. Колмаков, С. М. Баринов, М. И. Алымов. — Москва : Физматлит, 2012. — 208 с. : ил., табл.; 22 см; ISBN 978-5-9221-1408-0
- Критические явления и размерные эффекты в автоволновых процессах с экзотермическими реакциями / Н. М. Рубцов, Б. С. Сеплярский, М. И. Алымов ; Институт структурной макрокинетики и проблем материаловедения им. А. Г. Мержанова Российской академии наук. — Саратов : КУБиК, 2019. — 336 с. : ил., табл., цв. ил.; 21 см; ISBN 978-5-91818-595-7 : 150 экз.
- Волны горения в конденсированных средах: инициирование, критические явления, размерные эффекты / М. И. Алымов, Н. М. Рубцов, Б. С. Сеплярский; Институт структурной макрокинетики им. А. Г. Мержанова Российской академии наук. — Москва : РАН, 2020. — 315 с. : ил., табл.; 24 см; ISBN 978-5-907036-94-9 : 300 экз.
- Металлические порошки. Изделия из металлических порошков / М. И. Алымов. — Москва : Инфра-Инженерия, 2021. — [561] с.; ISBN 978-5-9729-0736-6

### Учебные пособия
- Методы получения нанопорошков : [учеб. пособие] / М. И. Алымов; Минобрнауки РФ, Моск. инженер.-физ. ин-т (гос. ун-т). — М. : МИФИ, 2004 (ООО Интерконтакт наука). — 21 с. : ил.; 21 см.
- Механические свойства нанокристаллических материалов : [учеб. пособие] / М. И. Алымов; Мигобрнауки РФ, М-во Рос. Федерации по атомной энергии, Моск. инженер.-физ. ин-т (гос. ун-т). — М. : МИФИ, 2004 (Тип. МИФИ). — 31 с. : ил., табл.; 20 см.
- Физическое материаловедение : учебник для студентов высших учебных заведений, обучающихся по направлению «Ядерные физика и технологии» : в шести томах / [В. В. Нечаев и др.]; под общ. ред. Б. А. Калина. — Москва : Московский инженерно-физ. ин-т (гос. ун-т), 2007. — 21 см. — (сер. «Библиотека ядерного университета» / МИФИ).
  - Модуль 3: Аморфные и нанокристаллические сплавы. Стабилизация структурно-фазового состояния / Н. П. Лякишев, Б. А. Калин, М. И. Алымов. — 2006. — 244 с. : ил., табл.; ISBN 5-7262-0702-5
  - Т. 5: Материалы с заданными свойствами. / М. И. Алымов и др. — 2008. — 671 с. : ил., табл.; ISBN 978-5-7262-0945-6
- Материаловедение и технология наноструктурированных материалов : учебное пособие (курс лекций) для студентов высших учебных заведений / С. Ф. Забелин, М. И. Алымов ; Забайкальский гос. гуманитарно-пед. ун-т им. Н. Г. Чернышевского, Ин-т металлургии и материаловедения им. А. А. Байкова Российской акад. наук. — Чита : ЗабГГПУ, 2007. — 98 с. : ил., табл.; 29 см; ISBN 978-5-85158-361-2

## Разное
В 2009 году участвовал в выборах депутатов Московской городской Думы пятого созыва, но не был избран.

## Награды
- Медаль ордена «За заслуги перед Отечеством» II степени (26 января 2023 года) — за вклад в развитие науки и многолетнюю добросовестную работу[6]
- Премия Правительства Российской Федерации в области науки и техники (в составе группы, за 2017 год) — за разработку научных принципов и промышленной технологии производства импортозамещающих марок и видов холоднокатаного проката электротехнической изотропной стали с высокими экологическими критериями для ротационных электрических машин с повышенной энергетической эффективностью
- Премия имени П. П. Аносова (2020) — за совокупность работ на тему «Порошковая металлургия дисперсных и консолидированных металлических наноматериалов»